# Marta Chlupáčová
Marta Chlupáčová (* 22. března 1935 Praha), rozená Světlíková, je česká geoložka se zaměřením na užitou geofyziku a petrofyziku. 

## Život
Chlupáčová se narodila 22. března 1935 v Praze jako jediné dítě Marii a Janu Světlíkovým. Oba rodiče se věnovali krejčovskému řemeslu, otec provozoval vlastní živnost, matka později zastávala funkci vedoucí módní firmy Barhoň na Národní třídě. 
O otce Chlupáčová přišla v raném věku. Po vypuknutí druhé světové války poslala matka čtyřletou Martu za svými rodiči na venkov, sama musela kvůli pracovním povinnostem zůstat v Praze. Léta 1939 až 1944 tak Marta Chlupáčová strávila v osadě Starý Pivovar u Bouzova na Olomoucku s prarodiči Dvořáčkovými, Marií a Vilémem – veteránem první světové války, který zažil frontové boje v Rusku, Itálii i Francii.
Roku 1944 se devítiletá Marta vrátila do Prahy. V následujícím roce se stala svědkem náletů a posléze i přestřelek a pouličního násilí během Pražského povstání.
Při studiu geologie na Univerzitě Karlově se seznámila s prvním manželem Ivo Chlupáčem, se kterým měla tři děti. Po rozvodu dlouhodobě žije a spolupracuje s profesorem strukturní geologie a magnetické anizotropie Františkem Hroudou. Vyučovala na Univerzitě Karlově a Masarykově univerzitě v Brně.
V roce 2023 žila střídavě v Brně a Novosedlech nad Nežárkou.

## Vzdělání a vědecká dráha
Prvního dva a půl roku základní školy absolvovala na Bouzově, z důvodu nevyřízené protektorátní příslušnosti. Od třetí třídy se stala žákem Santošky na Smíchově. Pokračovala na Vančurově reálném gymnáziu.
V letech 1953 až 1958 vystudovala geologii na přírodovědecké fakultě Univerzity Karlovy se specializací na užitou geofyziku. 
Celý svůj profesní život působila v Geologickém ústavu Československé akademie věd, zabývala se především měřením magnetických vlastností a radioaktivitou. Protože nikdy nevstoupila do komunistické strany, nesměla pracovně jezdit do zahraničí.
Po sametové revoluci zastávala v ústavu funkci vedoucí výzkumu. Se svými příspěvky se účastnila řady mezinárodních konferencí a spolupracovala s předními českými univerzitami.  V první polovině 90. let odešla do důchodu. 

## Seznam publikací
Publikovala v českých (Journal of Geosciences) i předních mezinárodních odborných časopisech (Journal of Volcanology and Geothermal Research, Journal of Geodynamics, Tectonophysics, Lithos) ve svém oboru.